# Aeroportul Gwa
Aeroportul Gwa (IATA: GWA, ICAO: VYGW) este un aeroport din Myanmar.
Situat la o altitudine de 3 m, aeroportul dispune de o singură pistă.